# Krásnoye Pole (Krasnodar)
Krásnoye Pole (del ruso: Красное Поле), es un posiólok del raión de Kurgáninsk del krai de Krasnodar, en Rusia. Está situado en las llanuras de Kubán-Priazov, donde se encuentran con las estribaciones septentrionales del Cáucaso, en la orilla derecha del río Chamlyk, tributario del Labá, afluente del Kubán, 8 km al este de Kurgáninsk y 135 km al este de Krasnodar. Tenía 737 habitantes en 2010
Pertenece al municipio Kurgáninskoye.